# Leptodoras marki
Leptodoras marki is een straalvinnige vissensoort uit de familie van de doornmeervallen (Doradidae). De wetenschappelijke naam van de soort is voor het eerst geldig gepubliceerd in 2010 door Birindelli & Sousa.